# 斯坦利·曼德尔施塔姆
斯坦利·曼德尔施塔姆（英語：Stanley Mandelstam，1928年12月12日—2016年6月23日），南非出生的美国理论物理学家。

## 职位和荣誉
- 英国皇家学会会士，1962年
- 国际理论物理中心狄拉克奖章，1991年
- 美国文理科学院院士，1992年
- 美国物理学会丹尼·海涅曼数学物理奖，1992年